# مونشو (مغني)
رامون كالابوش باتيستا (26 يوليو 1940 - 28 ديسمبر 2018) كان مغني إسباني معروف فنيًا باسم مونشو. اشتهر بأداء البوليرو وهو نوع موسيقي اشتهر فيه باسم "El rey del bolero" أو "El gitano del bolero"، وقد حظي بالتقدير لأدائه هذا النوع الشهير في إسبانيا وأمريكا اللاتينية وخاصة في كوبا.

## المشوار الفني
ولد مونشو لعائلة غجرية كاتالونية في حي غراسيا في برشلونة. فتعلم الغناء على إيقاع الرومبا الكاتالوني، محاطًا بفنانين مثل بيري وأنطونيو غونزاليس الشهير ب"El Pescaílla"، زوج المغنية الشهيرة لولا فلوريس، فجرب دمج البوليرو فانتهى به الأمر أن يكون طريقته في الأغنية. في سن السادسة عشرة، دعته مجموعة «رامون إيفاريستو وأوركويستا أنتيلانا» إلى الصعود على خشبة المسرح للغناء في احتفالات الحي في أغسطس موقعا عقده الأول.
كان مونشو مشجعا ومعجبا فنيا كبيرًا بمغني البوليرو لوتشو جاتيكا، الذي حاول تقليده في أيامه الأولى. ثم أصبح مهتمًا بالبوليرو الأصلي لجزر الأنتيل والكاريبي، وأراد أن يغنيها كما هي في الأصل؛ فبدأ يحيط نفسه بالموسيقيين الأمريكيين الذين ساعدوه في معرفة المزيد عن جذور تلك الموسيقى والدخول في علاقة أعمق معها.
سجل مونشو 34 ألبوم بوليرو باللغتين الإسبانية والكتالونية في مسيرته المهنية التي امتدت لأزيد من أربعين عامًا في عالم الموسيقى بأكثر من ثلاثمائة موضوع مسجل.

## أعماله
مجمل أعماله الرئيسية
- Paraules d'amor (1993)
- Sábanas de seda (1993)
- Moncho, el bolero (1996)
- Sombras (1996)
- En medio de la vida (1999)
- Quédate conmigo (1999)
- On és la gent? (2003)
- Inolvidablemente (2003)
- Antología de sus mejores boleros (2004)
- I tant que sí (2005)
- De la Habana a Barcelona (2006)
- El tío Moncho. El arte del bolero (2007)
- Sangre de bolero. En directo desde el Palacio de la Música Catalana (2012)
- Encadenados. A dúo con la bolerista Tamara (2012)
- Mis queridos boleros (2017)